# Студенецкий, Сергей Александрович (океанолог)
Серге́й Алекса́ндрович Студе́нецкий (4 мая 1928, Москва — 9 июня 2005, Москва) — советский, российский исследователь и организатор использования биологических ресурсов гидросферы и аквакультуры. Доктор географических наук (1987), член-корреспондент ВАСХНИЛ (1988). Директор Всероссийского научно-исследовательского института рыбного хозяйства и океанографии (1980—1990). Главный редактор отраслевого журнала «Рыбное хозяйство» (1993—2001). Автор свыше 100 научных трудов и 3 учебников.

## Биография
Сергей Александрович Студенецкий родился в Москве 4 мая 1928 года. Окончил Высшее мореходное училище (Одесса) (1949) и Московский технический институт рыбной промышленности и хозяйства (1952). Специальности — «инженер промышленного рыболовства» и «штурман дальнего плавания».
В период учёбы освоил рыбацкие специальности:
- рыбак, старший рыбак неводного лова (станица Елизаветинская Азовского района Ростовской области);
- матрос III класса, матрос II класса парового траулера на промысле донных рыб в Баренцевом море (Мурманский Траловый флот);
- матрос I класса, боцман, мастер добычи среднего рыболовного траулера на промысле сельди в Северной Атлантике (Управление «Мурмансельдь»).

Инженер промышленного рыболовства Управления экспедиционного лова Балтрыбтреста в Калининграде (1953—1957).
Заместитель начальника, начальник Промысловой экспедиции в Северной Атлантике (1957—1959).
Заместитель начальника Управления экспедиционного лова, заместителем начальника «Калининградрыбпрома» (1959—1961).
Директор Атлантического НИИ рыбного хозяйства и океанографии (АтлантНИРО) (1961—1967).
Заочно окончил аспирантуру Калининградрыбвтуза по специальности «Экономика рыбного хозяйства» (1966). Защитил диссертацию на соискание учёной степени кандидата экономических наук (1967).
Заместитель министра рыбного хозяйства СССР (1967—1977).
Представитель Минрыбхоза СССР в Республике Сенегал (1977—1980).
Директор ВНИИ морского рыбного хозяйства и океанографии (ВНИРО) (1980—1990).
Доктор географических наук (1987). Тема диссертации — «Экономическая география и рациональное использование природных ресурсов».
Член-корреспондент Россельхозакадемии (1988).
Главный редактор отраслевого журнала «Рыбное хозяйство» (1993—2001).
Главный научный сотрудник ВНИРО (2002—2005).
Награждён 8 орденами и медалями СССР и России.
Скончался 9 июня 2005 года в Москве. Похоронен на Ваганьковском кладбище.

## Научные достижения
- Определил основные пути решения вопросов увеличения добычи ценных столовых промысловых объектов (с учётом имеющегося в стране флота), резкого наращивания объёмов кормовых продуктов для сельского хозяйства путём освоения ресурсов мезопелагических рыб и вылова таких объектов промысла, как тунцы и кальмары.
- Установил роль географических факторов при экономической оценке сырьевых ресурсов отечественного промышленного рыболовства и их влияния на эффективность использования его материально-технической базы.
- Дал анализ практики международного регулирования рыболовства в тропической зоне Атлантики.
- Осуществлял руководство мониторингом освоения сырьевых ресурсов и их биологического состояния.
- Занимался вопросами увеличения производства пищевых морепродуктов, решения конкретных экономических и технических задач по повышению эффективности работы добывающего флота, разработкой научных основ размещения промышленного рыболовства РФ в Мировом океане[1][3].

## Участие в международных комиссиях и организациях
- Являлся представителем СССР и России в международной рыболовной организации — Международном Совете по изучению морей (1967—1997).
- Неоднократно руководил работой Международной комиссии по рыболовству в юго-восточной Атлантике.
- Неоднократно руководил Смешанной комиссией по рыболовству социалистических стран[1][4].

## Основные труды

### Монографии
- Студенецкий С. А. География промышленного рыболовства / соавт.: Г. К. Войтовски, А. Б. Кузьмичев / Экономическая география Мирового океана. — Л.: 1979. Переведена на англ., франц. и исп. языки.
- Студенецкий С. А. Состояние мирового рыболовства в 1976—1982 гг. / ВНИИ морского рыб. хоз-ва и океанографии. — М.: 1984. — 156 с.
- Студенецкий С. А. Рыбное хозяйство России на рубеже веков / соавт.: Я. М. Азизов, Ю. А. Шпаченков. — М.: 2000. — 320 с.

### Статьи, рецензии
- Студенецкий С. А. Какова ситуация сегодня? // Рыбное хозяйство. 2002. № 3. С. 37—38.
- Студенецкий С. А. Ученый-экономист первого ранга: к 100-летию со дня рождения В. А. Мурина (1903—1983) / соавт. В. К. Киселёв // Рыбное хозяйство. 2003. № 3. С. 70—71.
- Студенецкий С. А. Календарь событий, связанных с историей отечественного рыбного хозяйства с древнейших времен до наших дней // Рыбное хозяйство. 2004. № 6. С. 66.
- Студенецкий С. А. Учебник по экономике рыбохозяйственного комплекса // Рыбное хозяйство. 2005. № 2. С. 18.

## Учебники
- Студенецкий С. А. Организация и материально-техническая база промышленного рыболовства СССР: Учебное пособие для вузов. — М.: Пищевая промышленность, 1973. — 296 с.
- Студенецкий С. А. Оптимальное управление на промысле: учеб. пособие для вузов / соавт. М. Н. Андреев. — М.: Пищевая промышленность, 1975. — 288 с.